# Coleoxestia rubromaculata
Coleoxestia rubromaculata là một loài bọ cánh cứng trong họ Cerambycidae.